# Garetosmab
El garetosmab es un anticuerpo monoclonal totalmente humano y experimental dirigido contra la activina-A. Fue probado en pacientes con fibrodisplasia osificante progresiva, y el fabricante, Regeneron, también planea evaluarlo en pacientes con obesidad como complemento a los medicamentos existentes para la pérdida de peso, como los agonistas del GLP-1, con el fin de ayudar a los pacientes a mantener la masa muscular durante la pérdida de peso.